# 18 janvier 1941
Le samedi 18 janvier 1941 est le 18e jour de l'année 1941.

## Naissances
- Bobby Goldsboro, auteur-compositeur-interprète, auteur pour la jeunesse
- Charles Pistre, personnalité politique française
- Christopher H. Bidmead, écrivain britannique
- David Ruffin (mort le 1er juin 1991), chanteur américain
- Denise Bombardier, journaliste, romancière, essayiste, productrice et animatrice de télévision canadienne
- Eldar Kouliev, réalisateur, scénariste, acteur et pédagogue soviétique et azeri
- Jos Smolders, footballeur belge
- Michael Bliss (mort le 17 mai 2017), historien et biographe canadien
- Michael Tigar, avocat américain
- Roswitha Esser, kayakiste allemande

## Décès
- Catherine Carr (née en 1880), scénariste américaine
- Gisbert_Combaz (né le 23 septembre 1869), juriste et affichiste belge, également peintre, illustrateur et lithographe
- Marie-Élie Jarosseau (né le 13 avril 1858), religieux catholique français